# Bonifacio (comes)
Bonifacio (latino: Bonifacius; ... – 432) è stato un generale romano (comes) dell'Impero romano e governatore della diocesi d'Africa.
Fu l'avversario di Flavio Ezio.
Alto ufficiale romano in Africa, dove fu in rapporti con Agostino, a partire dalla morte dell'imperatore Costanzo III (421) divenne uno dei protagonisti della politica imperiale. Si oppose all'imperatore Giovanni, appoggiando l'elezione al trono del giovane Valentiniano III (423) e il controllo della politica imperiale d'Occidente da parte di sua madre Galla Placidia, sorella dell'imperatore Onorio. Entrò poi in contrasto con gli altri uomini forti della corte romana, dando inizio a una vera e propria guerra civile, durante la quale fu incolpato di aver chiamato in proprio aiuto i Vandali, causando poi la conquista dell'Africa da parte di Genserico. Giunto in Italia con il proprio esercito, sconfisse in battaglia il proprio avversario Ezio, ma morì poco dopo per le ferite riportate, permettendo al rivale di continuare la sua carriera militare.

## Biografia
Dopo la morte dell'imperatore Onorio nel 423, il primicerius notariorum Giovanni fu elevato al trono. Bonifacio  rifiutò di riconoscerlo e lo mise in difficoltà interrompendo la fornitura di grano per la città di Roma. Dopo la rivolta di Ezio e la caduta di Giovanni, Valentiniano III, nipote di Onorio, fu fatto imperatore: Bonifacio lo riconobbe, e riprese le spedizioni di grano.
Nella spartizione del potere seguita alla caduta di Giovanni e all'ascesa di Valentiniano, Bonifacio fu quello meno soddisfatto. I due uomini forti furono infatti Ezio e Costanzo Felice. Il primo ebbe una notevole carriera come generale contro Visigoti e Franchi, mentre il secondo godendo di un'ascesa nell'amministrazione imperiale. Bonifacio si recò allora a Ravenna, presso la corte, a presentare le proprie rimostranze, e Galla Placidia, reggente per il figlio Valentiniano, gli concesse la carica di comes domesticorum. Bonifacio tornò in Africa apparentemente soddisfatto, ma operò un avvicinamento alle posizioni ariane che non poteva che metterlo in contrasto con l'ortodossa Galla; giunse persino a far battezzare la propria figlia, avuta dalla seconda moglie (la gota Pelagia), secondo un rito ariano.
Nel 426 Ezio, invidioso di Bonifacio, in quanto quest'ultimo aveva ricevuto la nomina a Comes Africae, incominciò a tramare contro di lui. Egli infatti iniziò a calunniarlo, dicendo a Galla che Bonifacio era intenzionato a staccare l'Africa dall'Impero, e che per ottenere la conferma del presunto tradimento bastava chiedere che tornasse in Italia; nel caso non avesse accettato, si avrebbe avuta la conferma del tradimento. Nel contempo scrisse anche a Bonifacio, consigliandolo di non venire in Italia in quanto Galla tramava contro di lui e lo avrebbe ucciso. Credendo alla menzogna di Ezio, Bonifacio disobbedì all'ordine di Galla senza dir nulla di quanto gli aveva detto Ezio, e il rifiuto del comes la spinse a firmare il decreto col quale Bonifacio diveniva "nemico dello stato".
Nella primavera del 427 un esercito imperiale organizzato da Felice e condotto dai generali Mavorzio, Gallione e Sanece invase l'Africa e assediò Bonifacio. In netta inferiorità numerica, Bonifacio riuscì a corrompere Sanece, il quale prima uccise i propri colleghi e poi fu ucciso per vendetta; le forze dell'esercito imperiale passarono allora a Bonifacio.
L'anno successivo, il 428, Felice mise in campo un altro corpo di spedizione al comando del comes Sigisvulto, che sbarcò in Africa; Bonifacio, in difficoltà, decise di rivolgersi ai Vandali di Genserico, stanziati nella penisola iberica, invitandoli ad entrare nella provincia d'Africa. Secondo gli storici antichi molto posteriori ai fatti, Bonifacio avrebbe stipulato un trattato col quale divideva l'Africa con i sovrani vandali Genserico e Gunderico; gli storici moderni, rifacendosi a storici antichi contemporanei ai fatti, ritengono che Bonifacio avesse intenzione di usare i Vandali in quella emergenza e poi rimandarli indietro.
Questi si mossero in Africa con tutte le loro famiglie, ma quando raggiunsero Bonifacio, il comes, che nel frattempo si era riappacificato con Placidia ed era stato nominato patricius, disse che non aveva più bisogno di loro: i Vandali si rivoltarono, e conquistarono l'Africa, dopo aver sconfitto Bonifacio in due successive battaglie, strappandola ai Romani fino alla riconquista di Belisario nel 534.
Richiamato in Italia, Bonifacio fu elevato al rango di magister militum praesentalis e patricius dall'imperatrice Galla Placidia; dovette affrontare la minaccia di Ezio e dei suoi foederati: i due si scontrarono nella battaglia di Ravenna, e Bonifacio ne uscì vittorioso, ma la sua morte pochi mesi dopo, conseguenza delle ferite ricevute durante la battaglia, lasciò Ezio il signore di fatto dell'Impero romano d'occidente.